# Ichneumon bicinctus
Ichneumon bicinctus là một loài tò vò trong họ Ichneumonidae.